# Felicita Vestvali

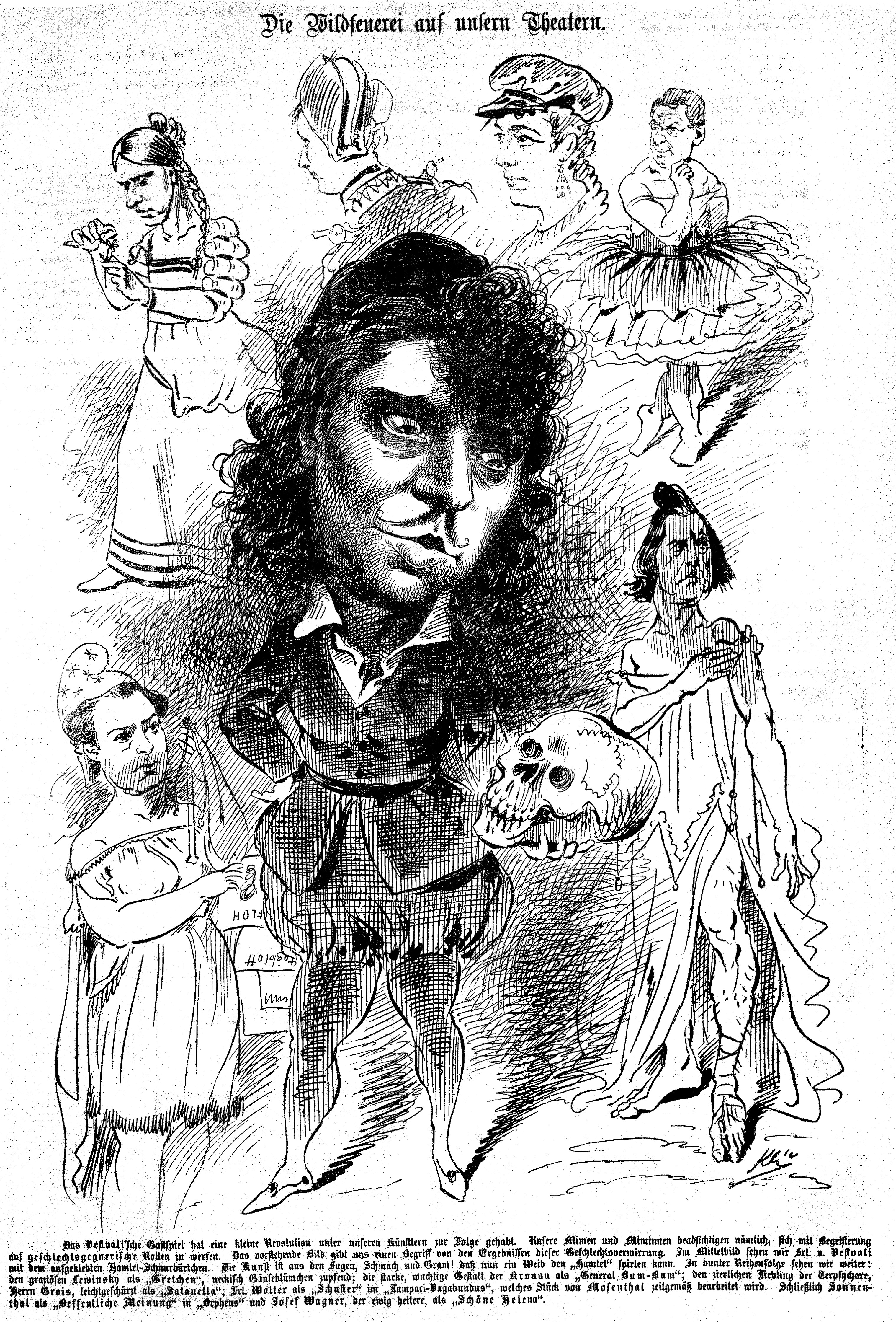
Karykatura Felicity Vestvali jako Hamleta, w otoczeniu innych aktorów i aktorek znanych z odgrywania ról przeciwnej płci w Wiedniu. Karel Klíč, 1869.

Felicita Vestvali, znana też jako Felicità von Vestvali, właściwie Anna Marie Stegemann (ur. 23 lutego 1831 w Szczecinie, zm. 3 kwietnia 1880 w Warszawie) –
niemiecka śpiewaczka operowa i aktorka.
W Ameryce Północnej była znana jako „Vestvali the Magnificent” lub „Magnificent Vestvali” i była chwalona przez Abrahama Lincolna i Napoleona III. Vestvali była podziwiana za urodę i kontraltowy głos oraz niezależność od ówczesnych norm kobiecości. Była samozwańczą „wroginią mężczyzn” („Männerfeindin”), określaną przez współczesnych jako „urninginka” („Urningin”). Była związana z ruchem feministycznym, rodzącym się ruchem na rzecz praw gejów i lesbijek oraz z ruchami na rzecz wyzwolenia rasowego i religijnego.

## Biografia
Pochodzenie jej rodziny jest niejasne. Według Ludwiga Eisenberga Vestvali pochodziła ze starej szlacheckiej rodziny. Pomimo swojego włoskiego pseudonimu artystycznego Vestvali urodziła się w Szczecinie (ówcześnie w Prusach) jako Anna Marie Stegemann. Jej ojciec, starszy urzędnik państwowy, przyjął nazwisko „Stegemann” z powodów politycznych, jej matką była baronowa von Hünefeld. Według innego źródła, jej ojciec należał do polskiej szlacheckiej rodziny Westfalowiczów. Inni wskazują, że urodziła się w 1834 r. jako córka wysoko postawionego urzędnika austriackiego w Krakowie.
Rodzina Vestvali odmówiła jej szkolenia teatralnego, więc w 1846 roku w wieku 15 lat uciekła z domu przebrana za chłopca i dołączyła do impresario Wilhelma Bröckelmanna i jego zespołu teatralnego w Lipsku. Wraz z grupą Bröckelmanna Vestvali odbyła długą podróż po różnych teatrach miejskich w północnych Niemczech. Po powrocie do Lipska została odkryta przez aktorkę Wilhelmine Schröder-Devrient i została jej uczennicą. Dzięki jej wsparciu Vestvali mogła zadebiutować w lipskim Altes Theater w roli Agaty w operze Wolny strzelec.
Po krótkim gościnnym występie w hanowerskiej operze Vestvali udała się do Francji do Konserwatorium Paryskiego. Następnie odbyła trasę koncertową jako solistka. Zimą 1855/56 była uczennicą Romaniego we Florencji i Saverio Mercadantego w Neapolu. W tym czasie przybrała pseudonim Felicita Vestvali i śpiewała jako rzekomo włoska piosenkarka w La Scali w swojej pierwszej roli spodenkowej (en travesti) Romeo.
Potem nastąpiły sukcesy w Paryżu, Londynie, Nowym Jorku i Meksyku. Vestvali planowała po nich długie wakacje we Włoszech, ale cesarz Napoleon III sprowadził ją z powrotem do Opery Paryskiej. Był nią tak urzeczony, że podarował jej srebrną zbroję za rolę Romea w Capuleti i Montecchi Belliniego. Publiczność entuzjastycznie obchodziła jej występy, a krytycy porównywali ją do Marii Malibran, Wilhelmine Schröder-Devrient i Rachel Félix.
Z francuskim zespołem operowym odbyła tournée po Francji, Belgii i Holandii, a w 1862 roku po raz kolejny zawitała do Nowego Jorku. W Stanach Zjednoczonych Vestvali była pierwszą aktorką grającą Hamleta w historii. Od tego czasu nazywano ją również „kobiecym Keanem”. Karl Gutzkow zasugerował ją w przedmowie do swojej sztuki Richard Savage jako kandydatkę do roli głównej.
Po złych recenzjach jej występu w Orfeuszu i Eurydyce Glucka w San Francisco w 1865 roku, Vestvali przeszła z ról śpiewanych do ról mówiących. Wróciła do Europy i znowu odniosła sukces. Występowała jako Szekspirowscy Romeo i Hamlet w 1867 roku w londyńskim Lyceum Theatre w języku angielskim. Królowa Wiktoria była na jednym z jej przedstawień. Królewska Akademia Sztuk uczyniła ją członkiem honorowym.
Wiosną 1868 roku Vestvali wystąpiła w Hamburgu i Lubece. Następnie odbyła dwuletnią trasę koncertową po Europie. Po zakończeniu wojny francusko-pruskiej w 1871 r. Vestvali rzadko występowała i coraz bardziej poświęcała się życiu prywatnemu. Ostatnie lata życia spędziła w Bad Warmbrunn (Cieplice Śląskie-Zdrój). Podczas wizyty u znajomych w Warszawie zachorowała i zmarła 3 kwietnia 1880 roku, sześć tygodni po swoich 49. urodzinach. Podczas swojej ostatniej choroby była „pielęgnowana przez pannę G”, a także jej „nieodłączną przyjaciółkę” i główną spadkobierczynię, niemiecką aktorkę Elise Lund, która później przewiozła ciało Vestvali do Bad Warmbrunn.